# Karl-Heinz Krems
Karl-Heinz Krems (* 3. Mai 1955 in Kamen) ist ein deutscher Politiker (SPD).
Karl-Heinz Krems hat Rechtswissenschaft studiert und sich zur Zeit seines Studiums in verschiedenen Organisationen engagiert. Er war als studentischer Redakteur beim Semesterspiegel tätig, gehörte 1977–1978 dem Vorstand der Vereinigten Deutschen Studentenschaften (VDS) an und war von 1978 bis 1980 Mitglied des Vorstands der Liberalen Hochschulverbands (LHV). Von 1972 bis 1982 war er Mitglied der Jungdemokraten und der FDP. 1984 wurde er Mitglied der SPD und ist derzeit ihr stellvertretender Vorsitzender in Düsseldorf und im Stadtbezirk 7.
Im Kabinett Kraft I wurde er zum Ende der Amtsperiode Staatssekretär im Justizministerium. Er trat am 26. Mai 2012 die Nachfolge von Brigitte Mandt an, welche schon im Januar aufgrund ihrer Wahl zur Präsidentin des Landesrechnungshofs NRW aus dem Amt ausgeschieden war. Bei der vorgezogenen Landtagswahl hatte Krems zuvor das Direktmandat im Wahlkreis Düsseldorf II gewonnen und war so in den Landtag eingezogen. Nach seiner Berufung zum Staatssekretär hat er jedoch sein Landtagsmandat zurückgegeben. Sein Nachrücker wurde Norbert Römer, der seinen Wahlkreis nicht direkt gewinnen konnte, aber wieder Fraktionsvorsitzender der SPD im Landtag werden sollte. Mit dem Mandatsverzicht von Krems wurde der Weg dafür frei. Das Amt des Staatssekretärs verlor er nach der Landtagswahl 2017.
Krems ist verheiratet und hat eine Tochter. Die Familie wohnt im Düsseldorfer Stadtteil Gerresheim.